# トヨタ自動車の大規模リコール (2009年-2010年)

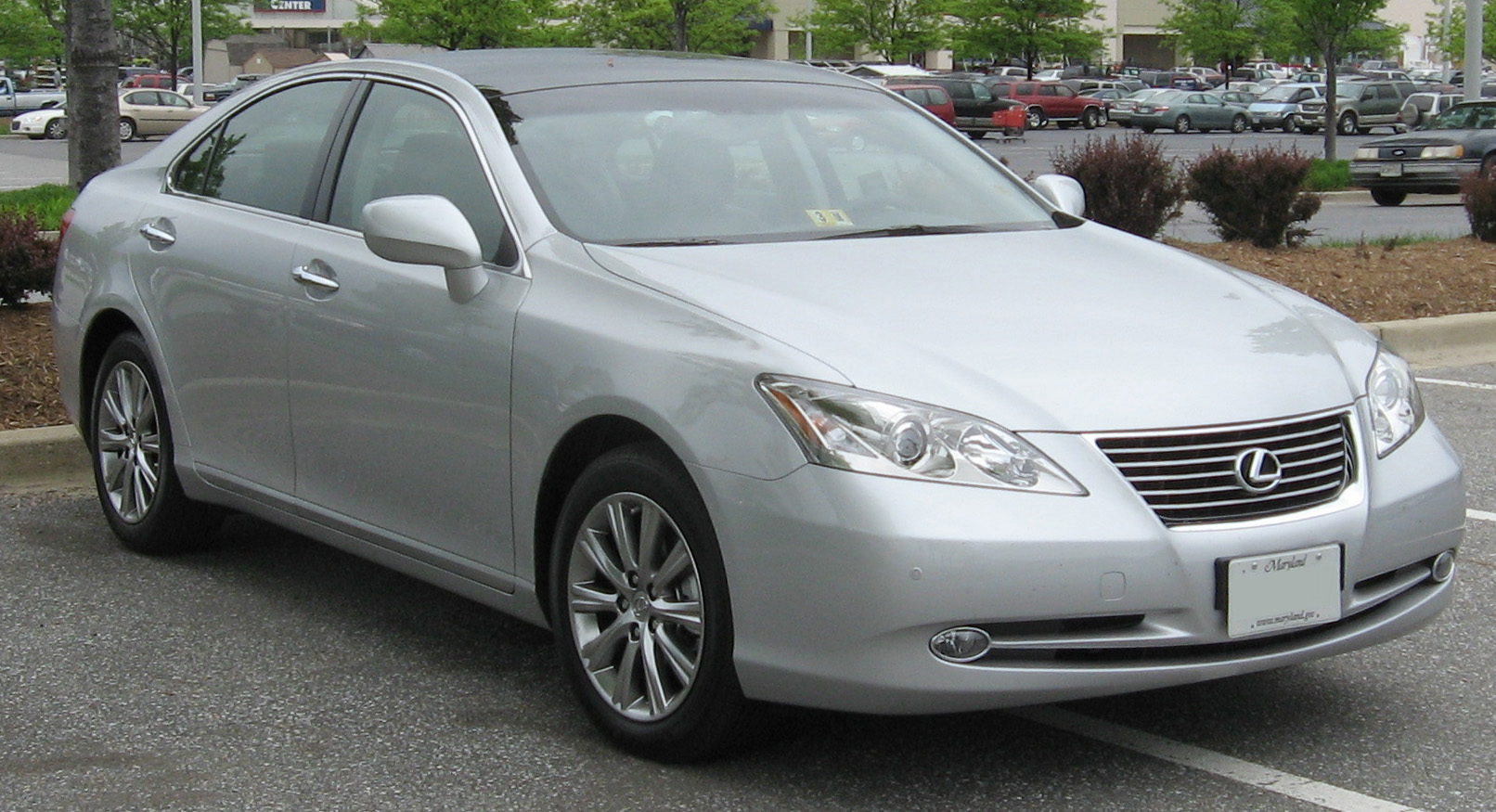
北米における2009年11月のリコール対象車であるレクサス・ES350

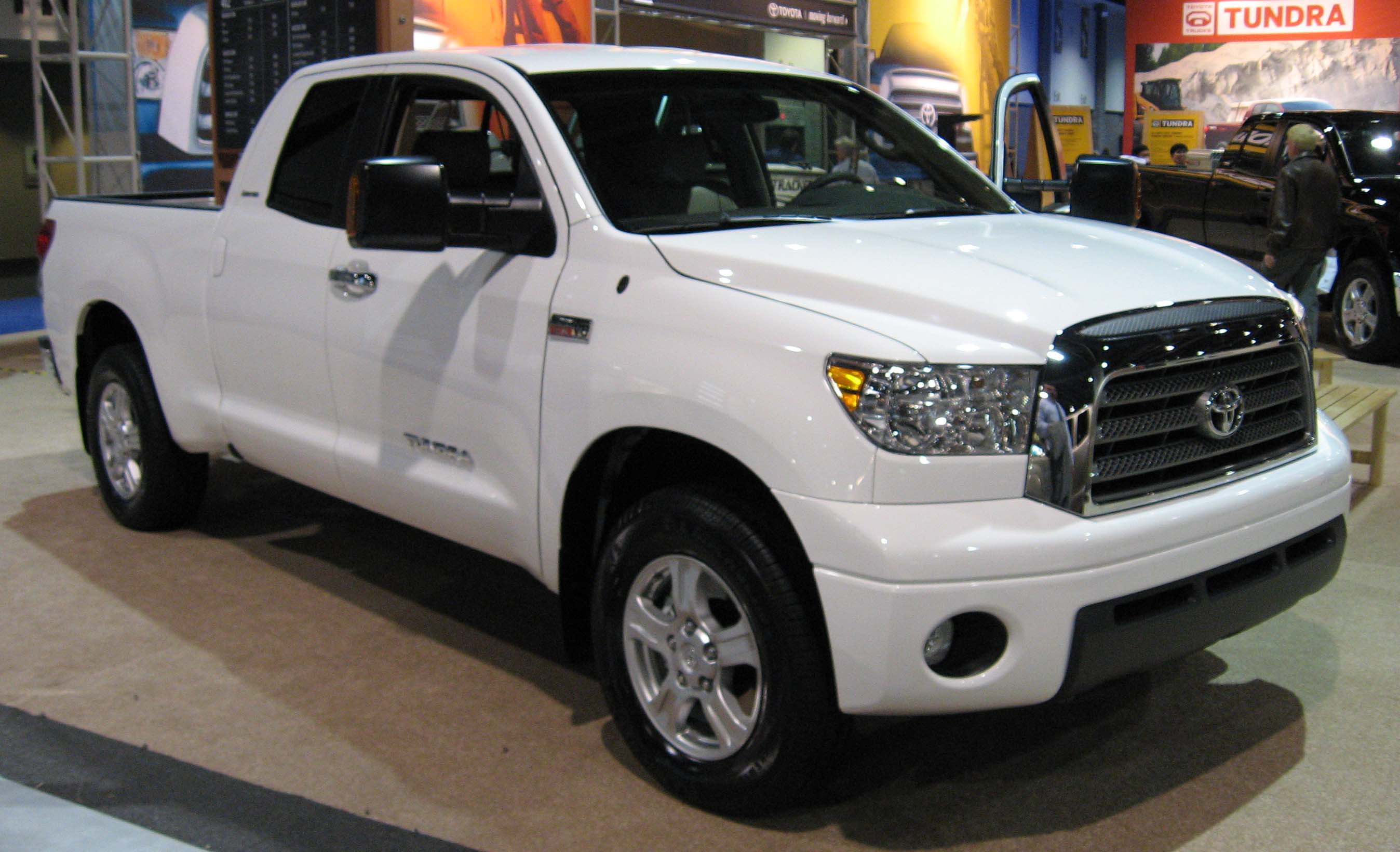
北米における2009年11月、2010年1月の両リコールの対象車であるトヨタ・タンドラ

トヨタ自動車の大規模リコール（トヨタじどうしゃのだいきぼリコール）とは、2009年から2010年にかけてトヨタ自動車により北米や日本などで行われた大規模なリコールである（約1000万台）。
アメリカ合衆国（カルフォルニア州）でトヨタ車（レクサス）を運転中に発生した急加速事故（家族4人死亡）について、事故の原因がトヨタ車にあると主張された。これらの事故と原因に関する主張などについて米国で大々的に報道された。この騒動を受けて、トヨタは大規模リコールを実施した。
トヨタはビラー弁護士の訴訟をはじめ、138件の集団訴訟、事故の遺族など96件の民事訴訟の他に、カリフォルニア州オレンジ郡検事局からも起訴され、米国議会での公聴会での情報提供を要請された。事故の原因調査はアメリカ合衆国運輸省が主導した。このような一連の騒動は、「トヨタ・バッシング」、「トヨタ戦争」とも呼ばれた。
2011年2月8日、急加速問題の原因調査をしていた米運輸省・米運輸省高速道路交通安全局（NHTSA）・NASAによる最終報告で、トヨタ車に器械的な不具合はあったものの、電子制御装置に欠陥はなく、急発進事故のほとんどが運転手のミスとして発表された。

## 背景
2009年からはじまる大規模リコール騒動の背景としては、次のようなものがあった。
2007年3月に米国の顧客よりトヨタ・タンドラの「アクセルペダルの戻りが悪い」という苦情があったが、トヨタは「安全性に問題はない」と主張し、リコールなどの対応を取っていなかった。その後、2007年9月26日に、レクサスES350とカムリ用の別売りフロアマットがアクセルペダルに引っかかる恐れがあり、リコールを実施。
2008年2月、タンドラのアクセル部品の材質を変更する。
2008年4月19日にミシガン州フリントで77歳の女性が2005年モデルのカムリを運転中、40km/hから130km/hに急加速し、木に激突し死亡した。
ヨーロッパでも2008年12月頃から顧客より「アクセルペダルが戻りにくい」というクレームがあった。翌2009年8月にアクセル部品の材質を変更する。
2009年7月には日本でも、千葉県松戸市の国道にて、ブレーキが効かない（運転者証言）状態のプリウスによる玉突き事故が発生した。これは翌2010年に、国土交通省がトヨタに対して原因調査を指示するきっかけとなった。2010年3月19日、プリウス搭載の事故データ記録機（EDR）の千葉県警による解析で、ブレーキに異常は見られず、構造上の不具合はなかったことが判明した。

### ビラー弁護士との訴訟
2003年からトヨタの顧問弁護士であったディミトリオス・ビラーは、トヨタが社内情報を隠蔽したとして、2007年に契約を破棄した。翌2008年、トヨタは同弁護士を告訴。同弁護士に370万ドルの退職手当を支給する際に交わした秘密保持契約違反を訴因としたもので、3350万ドルの賠償請求だった。
2009年7月24日、ビラー弁護士はトヨタを恐喝や名誉毀損などで逆提訴した。トヨタによる組織的隠蔽は1996年から続いており、組織犯罪取締法（RICO法）違反であると主張した。
ビラーによる提訴によって、トヨタの過去の訴訟の再提訴が行われるようになった。なお、トヨタとビラー両者の裁判は一元化された。
2009年11月には連邦地方裁判所判事は訴訟を調停機関に委任することを命じた（ビラー裁判の結審については後述）。

## 経緯

### 2009年8月カリフォルニア州でのレクサス事故とリコール
2009年8月28日、カリフォルニア州サンディエゴでレクサスES350が暴走し、4人が死亡する急加速事故が発生。その後、NHTSAの安全調査報告で、運転席床に置かれた固定されていないES350用とは別のゴム製フロアマットにアクセルペダルが引っかかり、ペダルが戻らなくなったことが原因と分かった。被害者は整備のため自家用車を近所のディーラーに預け、その際に代車のES350を受け取り、ES350のフロアマット上にレクサス・RX用のフロアマットを取り付けていた。この事故は大々的に報道され、リコール騒動の象徴的な存在になった。
9月29日に、トヨタは「アクセルペダルがフロアマットに引っかかる恐れがある」として購入者にマットの取り外しを呼びかけた。10月5日、トヨタはフロアマット問題で380万台をリコール、トヨタは自主回収と強調した。
なお翌2010年9月、トヨタとの和解が成立、和解金は1,000万ドル（8.3億円）であった。

### 2009年11月
| 車名                            | モデルイヤー |
| ------------------------------- | ------------ |
| カローラ                        | 2009-2010年  |
| カムリ                          | 2007-2010年  |
| アバロン                        | 2005-2010年  |
| タコマ                          | 2005-2010年  |
| プリウス                        | 2004-2009年  |
| マトリックス                    | 2009-2010年  |
| ヴェンザ                        | 2009-2010年  |
| ハイランダー                    | 2008-2010年  |
| タンドラ                        | 2007-2010年  |
| レクサス・ES350                 | 2007-2010年  |
| レクサス・IS250 レクサス・IS350 | 2006-2010年  |

2009年11月4日、カリフォルニア州パロス・バーデスでアバロンが急加速し、縁石に激突した。この事故に対しトヨタ販売店は運転手の過失としてリース契約解除を拒否した。同日、NHTSAがフロアマットのリコールについて「この問題は欠陥ではないと当局と合意に達したというトヨタの発表は不正確であり、誤解を招く」と発表。

#### オーナーによる集団訴訟
2009年11月5日、ロサンゼルス在住のオーナーがトヨタに集団訴訟を起した。 弁護士はレッドランズ地域のMcCuneWright LLP法律事務所で、リバーサイド連邦裁判所に訴状が提出された。訴因は電子式スロットル制御装置（ETCS-i）を備えた2001年型以降のレクサスの頻繁な急加速問題であった。
原告はチェ・ソンベとクリス・チャン・パークで、「全米のトヨタ・レクサス車オーナーを代表して」訴訟を行うとした。訴状では、チェとパークが所有する2004年型カムリと2008年型FJクルーザーに乗車中、突発的な急発進を経験し、構造的な欠陥を持つ車両だとして、精神的脅威を受けた、とされた。 同事務所弁護士のデービッド・ライトは、「トヨタは急加速問題を運転者のせいにしてきた」「運転者のミスやフロアマットだけでは数多くの急加速事例や事故を説明できない」とした。

#### 自主改善措置（リコール）開始
カリフォルニア州の事故についてトヨタは自社の責任を否定しながらも、2009年11月25日には米国国内で販売した8車種の乗用車計約426万台を対象にペダルの無償交換などのリコールを「自主改善措置」として発表した。

### NHTSA来日
その後、3ヶ月にわたる米国トヨタとの交渉で、トヨタ社の決定権が本社にあることが分かったので、2009年12月15日にロナルド・メッドフォードNHTSA副局長代理ら3人の局員が来日し、豊田市のトヨタ本社で「米国でのリコール規則（リコールにつながる欠陥に対して5日以内の報告を求めている＝DREAD法）に従う義務」について演説した。その後別室で少人数の幹部（横山裕行常務が代表）と面会し対応の遅さを指摘したが、佐々木眞一品質管理担当副社長は「既にフロアマット問題に対応していたので深い意味を感じなかった」とし、迅速な対応を求める副局長代理の訴えは届かなかった。

### 2010年1月から2月にかけての大規模リコール
2010年1月には北米で、2月には日本でも大規模リコールが実施された。全世界でリコールと自主改修を合わせ、1000万台が対象となるが、そのうち約260万台は自主改修と重複するため、実質的に700万台強が対象となった。
なお、米トヨタのアーブ・ミラー副社長は小金井勝彦役員宛の2010年1月16日のメールで「アクセルペダルの機械的な欠陥を隠蔽する時期は終わった」と述べたが、小金井はミラーに対して「問題の原因が確定していない以上、トヨタがアクセルペダルの欠陥について言及するべきではない」として、冷静な対応を要求している。
トヨタは、2010年1月21日、フロアマットとは関係なくアクセルペダルが元の位置に戻りにくい不具合発生の可能性があるとして、アメリカ国内で販売した「カローラ」や「カムリ」、「RAV4」、「セコイア」、「タンドラ」など計8車種約230万台についてリコールを実施すると発表。社内調査の結果、アクセルペダルの一部に、摩耗によって動きにくくなる事例を発見。2009年9月のリコール対象車のうち、約170万台は今回のリコールでも対象車となっており、1月26日にはアメリカとカナダで、対象8車種について少なくとも1週間の販売生産の中止を発表。
2010年1月27日には、前年11月に行われたリコールの対象車に、ポンティアック・ヴァイブ（ヴォルツの同型車）を含む5車種109万台の追加リコールが発表。
| 車名                 | モデルイヤー |
| -------------------- | ------------ |
| RAV4（一部）         | 2009-2010年  |
| カローラ（一部）     | 2009-2010年  |
| マトリックス         | 2009-2010年  |
| アバロン             | 2005-2009年  |
| カムリ（一部）       | 2007-2010年  |
| ハイランダー（一部） | 2010年       |
| タンドラ             | 2007-2010年  |
| セコイア             | 2008-2010年  |

欧州市場においても2010年1月29日に8車種最高180万台のリコールが発表され、また、RAV4については同年1月28日に中国においてもリコールが発表された。
欧州市場
| 車名        | 製造年月                |
| ----------- | ----------------------- |
| アイゴ[※ 3] | 2005年2月-2009年8月     |
| iQ          | 2008年11月-2009年11月   |
| ヤリス      | 2005年11月-2009年9月    |
| オーリス    | 2006年10月-2010年1月5日 |
| カローラ    | 2006年10月-2009年12月   |
| ヴァーソ    | 2009年2月-2010年1月5日  |
| アベンシス  | 2008年11月-2009年12月   |
| RAV4        | 2005年11月-2009年11月   |

#### 売上などへの影響
2010年1月の販売台数は前月比47%減と大幅減少し、総売上数は9万8796台となり10万台を割ったのは10年ぶりであった。株価にも影響し、1月25日から4日間で15%下落。また関東自動車工業、デンソー、フタバ産業などトヨタ系列企業の株価も下落した。一連のリコール費用総額は1000億円に上るとされる。

#### GMとヒュンダイの乗り換えキャンペーン
ゼネラルモーターズは、2010年1月27日、トヨタ車からGM車に乗り換える際、キャッシュバックなどのキャンペーンを実施するインセンティブ策を発表し、車種に応じて5年間のゼロ金利ローンや購入代金の一部補助を実施した。「ライバルのトヨタ車を狙い撃ちにして買い替えを促進し、シェアを奪う戦術」として報道された。
2010年1月29日、韓国のヒュンダイ自動車は、GM同様、米国でトヨタ自動車からの買い替えを奨励するため、ヒュンダイ車に乗り換えると1000ドル（約10.8万円）を還元すると発表した。

#### 米国議会による召還
アメリカ合衆国議会は2010年1月28日、監督・調査委員会を設置し2月25日に公聴会を開くと発表。トヨタアメリカ法人とNHTSAに情報開示を求め召喚状を送付した。同委員長は事件の深刻さを懸念し、「トヨタ車は過去10年間で事故により19名の死者、2000人近くのけが人が出ている。他自動車メーカーと比べてもほぼ2倍になる」と指摘している。
2010年2月1日、トヨタはアクセルペダルに関するリコール対象車両の改善措置内容を発表し、北米の5工場を1週間休止することを決定する。

#### 米運輸省の声明
2010年2月2日、アメリカ合衆国運輸省は、リコール対象車の不具合について、「エンジンの電子スロットル制御システムが原因の可能性がある」と声明を発表し、「電波の干渉が、意図しない加速を引き起こす可能性がある」とも指摘した。
同日2月2日、Appleの共同創業者スティーブ・ウォズニアックが、2010年モデルのプリウスでクルーズコントロールを使用して高速道路巡航中に、アクセルに触れていないのに時速156kmに加速した経験を述べ、2010年モデルのプリウスはリコール対象車ではないが、ウォズニアックはソフトウェアに問題があると主張、また、「苦情を言ったのにトヨタとNHTSAから2ヶ月間何の返事もない」と述べた。この件について米国トヨタ自動車販売のジェームス・レンツ社長は、エレクトロニクスが原因である可能性はないとした。
2010年2月3日夜（米国時間）、レイ・ラフッド運輸省長官は豊田章男社長と電話で会談し、安全確保のための取組みを最優先するように要請をした。
米国マスコミの報道
アメリカではトヨタ車の欠陥疑惑と大規模リコールについて大々的に報道された。AP通信は2010年1月31日、「トヨタとJALが「日本株式会社」のイメージを損ねた」と報道し、一部では不倫スキャンダルで騒がれたタイガー・ウッズに喩えられた報道がなされた。トヨタに不信感を持つ顧客が増え、「命を危険にさらしかねない不具合を知っていればトヨタ車を買わなかった」といった声も出た。TIME誌は2010年1月29日に「記憶に残る史上最悪リコールTOP10」で1位をつけた。

#### プジョー・トヨタ合弁生産車のリコール
2010年2月1日、PSA・プジョーシトロエンが、欧州におけるリコール対象車であるアイゴの姉妹車で、チェコにおいてトヨタと合弁生産した、プジョー・107およびシトロエン・C19万7,000台についてアクセルペダルに不具合があるとしてリコールを発表した。また、北米においてリコール対象となっているマトリックスの姉妹車であるポンティアック・ヴァイブ（ヴォルツの同型車）9万9,000台についてもリコール対象となった。

#### 日本でのリコール
2010年2月2日には日本国内でZVW30型プリウスのブレーキに関する不具合が13件、国土交通省に、アメリカで102件寄せられていたことが明らかになった。その後の調査により不具合の原因はABSであることが判明したが、不具合はリコールの基準に達していなかった。なお2010年1月末以降の生産車にはコンピュータのソフトウェア変更が行われ、それ以前の販売分についても改良が検討された。
2月5日には国土交通省が独自調査に乗り出すと発表、翌2月6日には同車約20万台の日本国内でのリコールが発表された。
同2月9日にはプリウス20万台と共に、同車とブレーキシステムを共有しているプリウスプラグインハイブリッド、SAIおよびレクサス・HS250hのリコールを国土交通省に届け出た。また、トヨタ自動車九州で製造されるSAIおよびHS250hについては改修の準備が整わないため、2月13日から同月20日まで生産が停止された。自動車のリコールでは珍しくお詫びCMの放映にまで発展した。
日本市場
| 車名             | 製造年月                    | 台数         |
| ---------------- | --------------------------- | ------------ |
| プリウス         | 2009年4月20日-2010年1月27日 | 約20万台     |
| プリウスPHV      | 2009年11月25日-2010年2月5日 | 約150台      |
| SAI              | 2009年10月2日-2010年2月8日  | 約1万1,000台 |
| レクサス・HS250h | 2009年6月10日-2010年2月8日  | 約1万2,000台 |
追加リコール
2010年2月12日、「タコマ」のプロペラシャフトに亀裂が入り暴走する恐れがある事が製造過程で判明し、北米でアメリカでの8,000台を初めとした約1万台のリコールが発表された。

### トヨタによる会見と回答
2010年2月5日に豊田章男社長が謝罪会見を行った。日米はもちろん、イギリスBBCも会見を生中継した。
米下院監視・政府改革委員会の質問状に対してトヨタは2010年2月9日、運転者が意図しない急加速が起きた際、ブレーキをアクセルより優先させる「ブレーキオーバーライド・システム」を、2010年より順次大半のトヨタ車に搭載する方針であり、2009年11月からカムリなど5車種に既に導入したと回答した。
豊田章男社長は2010年2月9日の会見で「トヨタは絶対に失敗しない全能の存在だと思っていない」とも語った。評論家藤本隆宏は、トヨタは、問題が起こると「当社の車の品質は完璧だ。事故は運転者の問題だろう」という考えが一部にあったとした。

### 各国メディアなどの反応
韓国
北米のトヨタリコールは、韓国でも大々的に報じられ、2010年2月3日、中央日報は、ホンダによる65万台リコール、三菱自動車による2000年のリコール隠し（「イメージが悪化した三菱自動車は昨年末から仏プジョー・シトロエン（PSA）に経営権を移管する交渉を行っている」と報道）、また、 2010年1月26日にシャープによる冷蔵庫97万台のリコール、ソニーが2006年10月にノートブックのバッテリーを同社史上初のリコールなどについて言及したうえで「 欠陥を認めようとしない過信が、大量リコールの背景になっている」「世界最高の技術というプライドが消費者の不満を無視する原因になった」「日本企業は修理要請に対する反応も遅い」「官僚的手続きのためでもあるが、製品の欠陥を消費者の過失と見なす」などと日本企業の態度を批判した。
カナダ
2010年2月5日、カナダのフィナンシャル・ポストは『トヨタ戦争』と題した記事で、「トヨタは犠牲者だ」と、トヨタを擁護し、トヨタのリコール騒動は、米国の利益にかなったもので、「前もって計算された行動のようにみえる」と指摘した。また同誌は、1980年代に、ドイツのアウディ車が、急加速すると攻撃されて販売が急減した事件について言及した。アウディの騒動の時にも、運転による人為的ミスであった。
中国
トヨタ問題は中国でも大きく報道され、2010年2月5日、経済参考報道は「コストダウンに固執した結果、品質まで傷つけてしまった。コストダウンは悪いことではないが、品質とのバランスは保たれなければいけない」と報じた。
日本
日本のマスメディアは会見を批判する報道をしている。日本経済新聞は「謝罪の言葉だけではすまない」とし、「すでに売ったすべての新型プリウスの改修を徹底するのが筋ではないか」（朝日新聞）、「ハイテク装備を過信し、利用者の声を軽視していた面は否めまい」（読売新聞）、などと報じた。一方で「それよりもGMの問題を解決すべき」、「日本のメディアもしつこい」といった声も上がった。
なお、東京都の石原慎太郎都知事は、アメリカでの“トヨタ叩き”に対して「アメリカの嫉妬ではないか」と騒ぎを批判した。
日本共産党は2010年3月7日、草加市で2001年の初代プリウスがハンドルが動かないという現象を3度体験したといわれ、トヨタはこっそり修理をしたと報道した。
州知事らの動向
一方、トヨタ自動車の生産工場があるケンタッキー、インディアナ、アラバマの3州と、工場の建設予定地となっているミシシッピ州の各州知事らは、2010年2月、トヨタ騒動に対して「あまりにも不公平である。トヨタは米国で17万2,000人もの雇用を生み出している。米国で最も称賛されるべき企業の一つだ」という声明を発表し、トヨタ・バッシングを批判し、トヨタ騒動に関する公聴会を開く連邦議会下院の2委員会あてに4州の知事は連名で書簡を送り、公平な議論を行うよう求めた。
この他、トヨタ自動車が米国で雇用を生み出して地域経済の活性化に貢献していること、破綻したGMの株を持つ米政府の意向（国策）説、またオバマ政権批判をかわすためのスケープゴートなどが背景で、トヨタ・バッシングと訴訟が行われているとも報じられ、トヨタの擁護に回るメディアも現れた。
また、自動車コンサルタントのマリアン・ケラーは、1970年代に「GMやフォードが技術的な欠陥車を出しながら、それを認めず、ドライバーの非難に終始した」ことを振り返り、「そのような姿勢がアメリカの車のブランドを殺し、トヨタなどの日本車に入り込む隙を与えた」としたうえで、トヨタも同じ道を辿りうること、アメリカや韓国の車の質は向上し、他のメーカーに乗り換えることは十分にあると語っている。

### 米国運輸省調査・公聴会
2010年2月15日、NHTSAが2000年以降のトヨタ車の急加速で死者が34人に達したと発表した。翌日の2月16日、米国運輸省はリコール遅れについて調査開始を発表。この調査でトヨタの隠蔽疑惑に対して1件1460万$の民事制裁金を課した。
2月18日には米下院の公聴会に豊田章男社長が正式に招致された。
2010年2月19日、米自動車保険最大手のステート・ファームはすでに2004年2月と2007年にトヨタの急加速事故の増加への懸念をNHTSAに報告していたことを明らかにした。
2010年2月22日、ニューヨーク州連邦大陪審と証券取引委員会（SEC）LA支部は、トヨタに情報提出を命じた。2010年2月24日には、米連邦捜査局（FBI）が自動車部品大手のデンソー、矢崎総業、東海理化3社の米国法人に捜索に入った。なお、この2010年の秋に中間選挙があることや、米政府はGMに500億ドルを投じた最大のスポンサーで、GMが米国国営会社としての側面も持つことが背景になるとも指摘される。
2月23日、米下院エネルギー商業委員会の公聴会が開かれる。北米トヨタ販売社長が出席し、南イリノイ大学のデビッド・ギルバート准教授がアクセルの電子制御に欠陥があると自身の実験結果をもとに証言する。このギルバート准教授の実験は、のちに捏造実験であったことが発覚している（後述）。
2月26日、下院監視・政府改革委員会は、トヨタ訴訟に携わっているビラー弁護士が提出した証拠書類に基づき、トヨタによる電子的証拠に計画的隠蔽の証拠がみつかったと発表した。委員会は返答を3月12日までにするように稲葉社長に求めた。
2010年3月2日の米上院商業科学運輸委員会の公聴会で、トヨタの佐々木眞一、内山田竹志副社長、北米トヨタの稲葉社長らが証人喚問をうけ、委員会による「リコールを限定的に実施し、1億ドル（約90億円）の費用を節約できたとするトヨタの内部文書」に関する質疑で、稲葉社長は「その文書を最近再読して恥ずかしい。われわれの理念と矛盾している。組織にそういう発想があるなら正したい」と答弁した。
集団訴訟
2010年2月、テキサス州とカナダのトヨタ車所有者ら1000人以上が、トヨタを相手取り損害賠償を求める集団訴訟を起こした。

### 2010年3月
3月1日、豊田章男社長が北京で謝罪会見を行う。同日、エンジンオイルのホースが亀裂しオイル漏れが生じる恐れがあるとして2009年10月以降生産した国内外160万台の自主改修を発表した。
2010年3月9日、ニューヨーク州ハリソンで2005年型プリウスが暴走し、衝突事故を起こした。同年3月18日、米運輸省道路交通安全局（NHTSA）による事故車のデータ記録装置の調査結果、ブレーキが使われた形跡はなく、スロットルが全開だったことが判明。同年3月22日、米ニューヨーク州の警察当局も、捜査の結果、車両には異常が認められず、ドライバーの運転操作ミスとした。
2010年3月、カリフォルニア州サンディエゴ近郊の高速道路にて暴走状態になった2008年型プリウスが、警察の指示によりパーキングブレーキを使用して辛うじて停車する事件が発生した。パトカーが停車を指導する様子は、ヘリコプターから空撮され、国際配信された。トヨタは、同3月10日から11日にかけて調査を行い、アクセルペダルは正常に機能していること、一連のリコール問題のきっかけとなったフロアマットがペダルを妨害するような状況はないこと、前輪ブレーキは摩耗していたものの、後輪ブレーキは良好であったことを明らかにし、急加速を訴えた男性の主張と矛盾することを指摘している。NHTSAの調査でも、急加速の原因となった不具合を発見できなかった。
また、2010年3月12日、カリフォルニア州オレンジ郡検事局は、トヨタ社を「詐欺的活動」として地方裁判所に訴えた。

#### ねつ造再現実験とショーン・ケイン
2010年3月、米ABCテレビは、ニュース番組で放映した南イリノイ大学デビッド・ギルバート准教授によるトヨタ車の急加速の再現実験はねつ造であったと報道した。走行中にエンジンの回転数が上がるタコメーターの映像は、停止した状態で意図的に作り出したものと説明した。その後、ギルバート准教授は、ショーン・ケーンという人物に雇われていたと各メディアが報じた。ショーン・ケーンの経営する会社Safety Research & Strategies社は、数年以上前からトヨタ車の不具合だけを集中的に扱い、また、トヨタ訴訟の顧問をつとめており、動機は、裁判で得られる利益としている。また、米デトロイトニュース紙は「2月23日の公聴会で、ギルバート氏はショーン・ケーン氏から資金を支払われていた」と伝えた。
ショーン・ケーンは、2003-04年の6ヶ月間に2002-04年型カムリの急加速による8人の死亡事故がNHTSAに報告されていたとしたが、SRS社は社長が1人の個人的会社であることが発覚している。
ミシガン大学教授ジェフリー・ライカー博士は、ショーン・ケインとロサンゼルス・タイムズの記者が急加速の原因をマットではなく、トヨタの電子制御スロットルシステムにあると執拗に主張し、この騒動をつくったが、制御機関に問題はないとした。2011年に、このライカーの見解は、米運輸省の調査で追認された。
2月にトヨタ車のソフトウェア問題を指摘したスティーブ・ウォズニアックは同3月7日、「プリウスは色々なガジェット（電子製品）と同じくコンピューターが入っている。最近は何にでもコンピューターが入っている。つまり何でも故障する可能性がある」と述べ、コンピューターと同様に、不調の場合はシャットダウンして再起動するといいと語った。また、自身がトヨタのファンで、プリウスを9台持つといったうえで「コンピューターを使っていれば、細かいトラブルがあるのはみなさんご存じでしょう。私はトヨタを愛している。私はトヨタ車が安全でないとは思わないし、今後もトヨタ車を買い続けます」と述べた。
トヨタの2002-2003年版のサービスブレティンには、ある速度範囲での急加速が見られた場合にソフトウェアのリセットを求めていることが記載されており、トヨタがソフトの不具合を既に知っていた事の証拠となった。この件についてトヨタは2010年3月23日に誤解であるなどと主張した。

### トヨタ訴訟の一括審理
2010年4月9日、320以上の訴訟の内、228件以上の連邦法による民事訴訟は、カリフォルニア州サンタアナのカリフォルニア中部連邦地方裁判所（ジェームズ・セルナ判事）で一括審理することが決定された。事件名は「トヨタ自動車の意図せぬ急加速を巡るマーケティング・販売慣習と製造物責任に関する訴訟」とされた。
5月13日からトヨタ訴訟の一括審理が始まり、60人の弁護士から21人の弁護団が決まった。訴訟費用は30-100億ドル、和解金が最低30億ドル。トヨタは事故原因別に3つの委員会の設置を求めた。

### トヨタによる民事制裁金支払い
2010年4月19日、トヨタと米国運輸省が民事制裁金の全額支払いで合意成立。トヨタは「法律違反」について否定したが、運輸省のラフッド長官の声明では「トヨタが法律違反の責任を認めた」と述べている。

### 米国市場における韓国メーカーの台頭
また、2010年5月には、ヒュンダイ、起亜自動車が米国市場で順調に売り上げをのばし、「トヨタのリコールで、現代・起亜自動車が米国で歴代最高の評価を受けている」と報道された。「品質・ブランド・価格・デザインのよさ」で高い評価を受けたとし、マーケティング・リサーチ会社ジェイ・ディーパワーによる2010年「顧客満足度」調査では、ヒュンダイはトヨタやホンダら日本車を押さえ全23ブランドの9位に登場、起亜自動車は同13位となった。
また、ブランド・キーズと自動車価格情報誌『Kelly Blue Book』でもヒュンダイが1位を獲得した。
2010年5月2日、ワシントン・ポストは自動車コラムニストのウォーレン・ブラウンの記事「A sweet salvo from Seoul（ソウルからの甘い爆撃）」において、ヒュンダイの新型ソナタは、日本車よりも優れており、米国で高い評価を受けているとしたうえで、試乗比較の結果、「ソナタに乗ってみれば、韓国車が日本車に勝っていることが実感できる」と紹介した。デザイン、インテリア、安全性、性能、品質においてソナタは、トヨタのカムリ、ホンダのアコード、日産のアルティマを圧倒し、またソナタはシボレー「マリブ」、フォード「フュージョン」の脅威になるとした。
また、米国の週刊誌「US News＆World Report」はソナタが、フォード「フュージョンハイブリッド」、「マーキュリー・ミランハイブリッド」とともに1位と報道し、米国の自動車雑誌「Car and Driver」5月号も、ソナタがホンダ「アコード」、スバル「レガシィ」と比べて優勢になり、 1位となったと伝えられた。

### 米運輸省・NHTSAの中間報告
2010年7月13日、米運輸省は分析の結果、アクセルペダルとフロアマットの欠陥の疑いは残っているが、事故が起きた際にスロットルは全開でブレーキは使われておらずブレーキをかけようとしてアクセルを誤って踏んだ運転による人為的なミスが事故の原因だと発表した。
2010年8月11日、NHTSAは、トヨタ車の電子系統には異常がなく、事故のほとんどが運転者の人為的なミスによるものであると報告した。

### ヒュンダイによる自主リコール
2010年9月、韓国のヒュンダイ自動車が、アメリカで製造されたソナタ14万台について自発的にリコールを行うと発表した。リコールの対象は2009年12月11日から9月10日までに生産された新型ソナタで、NHTSAは8月からステアリングの不具合に関する消費者の苦情を受理し、調査を行っていた。
韓国メディアは「米のヒュンダイたたきが本格化」「第二のトヨタ事態」などと報道した。ヒュンダイは「ハンドルを点検してトルクをかけることで解決可能」として、自発的なリコール実施、さらにトヨタ車と異なり事故がなかったことをあげ、影響を最小限に食い止められると声明を行った。

### リコール完了
2010年10月、トヨタは500万台のリコールが完了したことを発表。
トヨタによる追加制裁金支払い
2010年12月21日、トヨタは3242万5,000ドル（27億円）の追加制裁金の支払いに合意。4月の制裁金と合わせて計約40億円にのぼった。
ただし、トヨタは報告の遅れの法律違反も電子制御装置の不具合も認めていない。

### 騒動の終息
秋の2010年11月2日に米中間選挙が実施されてからは、米政府のトヨタバッシングは終息したともいわれる。

#### ビラー裁判の結審
2011年1月5日にビラー・トヨタ裁判の調停機関は、ビラーの主張を退け、トヨタによるビラーへの損害賠償260万ドルの請求を認め、トヨタの全面勝利となった。これにより、「トヨタ・バッシング」とも呼ばれた一連の騒動の原因のひとつとなった訴訟は終結した。

#### 米運輸省・NHTSA・NASAによる最終報告
2011年2月8日、急加速問題の原因調査をしていた米運輸省はトヨタ車の電子制御装置に欠陥はなかったとの調査結果を発表。ラフード米運輸長官の発表では米高速道路交通安全局（NHTSA）と米航空宇宙局（NASA）による10ヶ月の調査結果で、電子制御装置ではいかなる問題点も見つからなかったとし、NASAエンジニアによれば急発進が発生した自動車9台について電子制御装置に異常現象は見られず、NHTSAの調査でも加速ペダルと運転席フロアマットの欠陥による問題は確認されたものの、急発進事故の殆どが運転手のミスと確認された。
なお、この最終報告について日本のワイドショーはほとんど報道しなかった。また、翌日の2月9日に、トヨタ株は2010年1月の水準を回復した。ワシントン・ポスト紙は2011年2月9日の社説で、米議会による一連の「トヨタたたき」は、ニュースの見出しを狙った政治的に引き起こされたヒステリーだったと米国側の対応を批判し、議会は自制や大局観を失っていたとした。またトヨタ社は、世論の袋だたきに遭うため、経営陣に顧客批判は不可能だったと同情的に総評した。一方、米消費者団体は政府の調査が不十分だとしている。

## その後

### 韓国でのトヨタ車リコール
2011年11月27日、韓国国土海洋部は、トヨタのレクサスES330とRX330のモデルに、欠陥が見つかったとして、日本から輸入した3357台を対象にリコールを実施すると発表した。欠陥は、エンジンの動力を発電機とパワーハンドルに伝達するシステムにあるとされ、安全運転に支障を与えるとされた。このリコールについて韓国メディアは「安全運転に致命的な欠陥」「品質不良のレクサス」「日本のプライドがずたずたに」などと報道した。

### 2012年の和解
2012年12月26日、トヨタはカリフォルニア中部連邦地方裁判所における集団訴訟で、原告側と11-14億ドルの支払いで和解に同意した。これまでの総費用は約30億ドルにのぼると推計されている。これによって残るのは、カリフォルニア州オレンジ郡によって起こされた消費者保護・不正行為訴訟と、28州の州司法長官が起こした不公正ビジネス慣行訴訟、およびいくつかの州法による賠償訴訟である。

## 2014年
2014年3月19日、アメリカ司法省とトヨタ自動車は、リコール問題の最終的な和解案に合意。トヨタ側が12億ドルを和解金の支払いとリコールに対する約束事項の遵守を負うこととなった。巨額の賠償金もさることながら、折りしもゼネラルモーターズでも大規模なリコール問題が生じたタイミングであり、アメリカにおけるリコール問題処理の模範になるものとして注目された。